# Liga LEB 2 2002-03
La temporada 2002-03 de la LEB 2 fue la tercera edición de la segunda liga LEB organizada por la Federación Española de Baloncesto, tercera división en España. 

## Formato
- Liga regular: participaron 16 equipos y se inició el 8 de septiembre de 2002[1]para finalizar el 15 de abril de 2003.[1]Se utilizó el formato de round robin donde cada equipo jugó dos veces contra cada rival alternando la localía en 30 jornadas.
- Playoffs de ascenso: los ocho primeros clasificados los disputaron en eliminatorias de cuartos, semifinales y final para determinar los dos equipos que ascenderían a la Liga LEB. Los cuartos y semifinales se disputaron al mejor de cinco partidos y la final a partido único. Los ganadores de las semifinales conseguían el  ascenso deportivo a la Liga LEB y el vencedor en la final el título de campeón de la categoría.[2]
- Playoffs de descenso: los disputaron los cuatro últimos clasificados en una eliminatoria al mejor de cinco partidos. Los dos equipos perdedores descenderían a la Liga EBA.

## Equipos por comunidad autónoma
| Comunidad autónoma   | N.º | Equipos |
| -------------------- | --- | --- |
| Andalucía            | 2   | CBC Algeciras Cepsa (Algeciras) El Ejido CB (El Ejido)                                                               |
| Canarias             | 2   | Unión Baloncesto La Palma (Santa Cruz de La Palma) Ciudad de La Laguna (San Cristóbal de La Laguna)                  |
| Castilla y León      | 1   | Autocid Ford Burgos (Burgos)                                                                                         |
| Castilla-La Mancha   | 1   | Rayet Guadalajara (Guadalajara)                                                                                      |
| Cataluña             | 3   | CB Aracena (Ponts) WTC Almeda Parc Cornellà (Cornellá de Llobregat) CB Valls Félix Hotel (Valls)                     |
| Comunidad Valenciana | 3   | Aguas de Valencia - Gandía (Gandía) CB Calpe-Aguas de Calpe (Calpe) Cerámica Leoni Castellón (Castellón de la Plana) |
| Extremadura          | 2   | Plasencia (Plasencia) Círculo Badajoz (Badajoz)                                                                      |
| Galicia              | 2   | CB Galicia Ferrol (Ferrol) Baloncesto Porriño (Porriño)                                                              |

## Liga Regular

### Clasificación
| Pos | Equipos                    | PJ | PG | PP | PF   | PC   | Ptos |                      |
| --- | -------------------------- | -- | -- | -- | ---- | ---- | ---- | -------------------- |
| 1   | Plasencia                  | 30 | 21 | 9  | 2470 | 2270 | 51   | Playoffs de ascenso  |
| 2   | CB Galicia Ferrol          | 30 | 21 | 9  | 2452 | 2337 | 51   | Playoffs de ascenso  |
| 3   | Unión Baloncesto La Palma  | 30 | 21 | 9  | 2268 | 2129 | 51   | Playoffs de ascenso  |
| 4   | CB Aracena (C)             | 30 | 20 | 10 | 2477 | 2281 | 50   | Playoffs de ascenso  |
| 5   | Aguas de Valencia - Gandía | 30 | 17 | 13 | 2378 | 2292 | 47   | Playoffs de ascenso  |
| 6   | CBC Algeciras Cepsa        | 30 | 17 | 13 | 2435 | 2371 | 47   | Playoffs de ascenso  |
| 7   | Baloncesto Porriño         | 30 | 16 | 14 | 2397 | 2388 | 46   | Playoffs de ascenso  |
| 8   | WTC Almeda Park Cornellà   | 30 | 15 | 15 | 2259 | 2222 | 45   | Playoffs de ascenso  |
| 9   | CB Valls Félix Hotel       | 30 | 15 | 15 | 2433 | 2374 | 45   |                      |
| 10  | Ciudad de La Laguna        | 30 | 13 | 17 | 2210 | 2341 | 43   |                      |
| 11  | CB Calpe-Aguas de Calpe    | 30 | 13 | 17 | 2302 | 2342 | 43   |                      |
| 12  | Círculo Badajoz            | 30 | 12 | 18 | 2197 | 2350 | 42   |                      |
| 13  | Rayet Guadalajara          | 30 | 12 | 18 | 2280 | 2374 | 42   | Playoffs de descenso |
| 14  | Autocid Ford Burgos        | 30 | 11 | 19 | 2425 | 2451 | 41   | Playoffs de descenso |
| 15  | Cerámica Leoni Castellón   | 30 | 10 | 20 | 2353 | 2477 | 40   | Playoffs de descenso |
| 16  | El Ejido CB                | 30 | 6  | 24 | 2104 | 2441 | 36   | Playoffs de descenso |

(C) Campeón de la Copa LEB 2.

### MVP Liga Regular
- John Schuck (El Ejido CB)

## Playoffs de ascenso
|  | Cuartos de final | Cuartos de final    | Cuartos de final | Cuartos de final    | Cuartos de final | Cuartos de final | Cuartos de final |                   |    | Semifinales | Semifinales | Semifinales | Semifinales | Semifinales | Semifinales |   |            | Final | Final | Final |  |
|  |                  |                     |                  |                     |                  |                  |                  |                   |    |             |             |             |             |             |             |   |            |       |       |       |  |
|  |                  |                     |                  |                     |                  |                  |                  |                   |    |             |             |             |             |             |             |   |            |       |       |       |  |
|  | 1                | Plasencia           | 76               | 77                  | 71               | 68               | 87               |                   |    |             |             |             |             |             |             |   |            |       |       |       |  |
|  | 1                | Plasencia           | 76               | 77                  | 71               | 68               | 87               |                   |    |             |             |             |             |             |             |   |            |       |       |       |  |
|  | 8                | WTC Cornellà        | 71               | 75                  | 95               | 76               | 75               |                   |    |             |             |             |             |             |             |   |            |       |       |       |  |
|  | 8                | WTC Cornellà        | 71               | 75                  | 95               | 76               | 75               |                   | 1  | Plasencia   | 74          | 89          | 71          | 76          |             |   |            |       |       |       |  |
|  |                  |                     |                  |                     |                  |                  |                  |                   | 1  | Plasencia   | 74          | 89          | 71          | 76          |             |   |            |       |       |       |  |
|  |                  |                     | 4                | CB Aracena          | 87               | 84               | 100              | 85                |    |             |             |             |             |             |             |   |            |       |       |       |  |
|  | 4                | CB Aracena          | 4                | CB Aracena          | 87               | 84               | 100              | 85                | 80 | 74          | 79          | 81          |             |             |             |   |            |       |       |       |  |
|  | 4                | CB Aracena          |                  |                     |                  |                  |                  |                   |    |             | 79          | 81          |             |             |             |   |            |       |       |       |  |
|  | 5                | Aguas de Valencia   | 76               | 68                  | 85               | 66               |                  |                   |    |             |             |             |             |             |             |   |            |       |       |       |  |
|  | 5                | Aguas de Valencia   | 76               | 68                  | 85               | 66               |                  |                   |    |             |             |             |             |             |             | 4 | CB Aracena | 80    |       |       |  |
|  |                  |                     |                  |                     |                  |                  |                  |                   |    |             |             |             |             |             |             | 4 | CB Aracena | 80    |       |       |  |
|  |                  |                     | 6                | CBC Algeciras Cepsa | 70               |                  |                  |                   |    |             |             |             |             |             |             |   |            |       |       |       |  |
|  | 2                | CB Galicia Ferrol   | 6                | CBC Algeciras Cepsa | 70               | 90               | 84               | 87                |    |             |             |             |             |             |             |   |            |       |       |       |  |
|  | 2                | CB Galicia Ferrol   |                  |                     |                  |                  |                  |                   |    |             |             |             |             |             |             |   |            |       |       |       |  |
|  | 7                | Baloncesto Porriño  | 81               | 81                  | 77               |                  |                  |                   |    |             |             |             |             |             |             |   |            |       |       |       |  |
|  | 7                | Baloncesto Porriño  | 81               | 81                  | 77               |                  | 2                | CB Galicia Ferrol | 70 | 71          | 70          |             |             |             |             |   |            |       |       |       |  |
|  |                  |                     |                  |                     |                  |                  |                  | CB Galicia Ferrol | 70 | 71          | 70          |             |             |             |             |   |            |       |       |       |  |
|  |                  |                     | 6                | CBC Algeciras Cepsa | 74               | 82               | 90               |                   |    |             |             |             |             |             |             |   |            |       |       |       |  |
|  | 3                | UB La Palma         | 6                | CBC Algeciras Cepsa | 74               | 82               | 90               | 90                | 79 | 76          |             |             |             |             |             |   |            |       |       |       |  |
|  | 3                | UB La Palma         |                  |                     |                  |                  |                  |                   |    |             |             |             |             |             |             |   |            |       |       |       |  |
|  | 6                | CBC Algeciras Cepsa | 98               | 90                  | 86               |                  |                  |                   |    |             |             |             |             |             |             |   |            |       |       |       |  |
|  | 6                | CBC Algeciras Cepsa | 98               | 90                  | 86               |                  |                  |                   |    |             |             |             |             |             |             |   |            |       |       |       |  |
|  |                  |                     |                  |                     |                  |                  |                  |                   |    |             |             |             |             |             |             |   |            |       |       |       |  |

## Playoffs de descenso
|  | Semifinales | Semifinales              | Semifinales         | Semifinales         | Semifinales | Semifinales |    |             | Descensos   | Descensos | Descensos |  |
|  |             |                          |                     |                     |             |             |    |             |             |           |           |  |
|  |             |                          |                     |                     |             |             |    |             |             |           |           |  |
|  | 13          | Rayet Guadalajara        | 79                  | 71                  | 72          | 87          |    |             |             |           |           |  |
|  | 13          | Rayet Guadalajara        | 79                  | 71                  | 72          | 87          |    |             |             |           |           |  |
|  | 16          | El Ejido CB              | 65                  | 61                  | 87          | 73          |    |             |             |           |           |  |
|  | 16          | El Ejido CB              | 65                  | 61                  | 87          | 73          |    | El Ejido CB | El Ejido CB | 1-3       |           |  |
|  |             |                          |                     |                     |             |             |    | El Ejido CB | El Ejido CB | 1-3       |           |  |
|  |             |                          | Autocid Ford Burgos | Autocid Ford Burgos | 1-3         |             |    |             |             |           |           |  |
|  | 14          | Autocid Ford Burgos      | Autocid Ford Burgos | Autocid Ford Burgos | 1-3         | 82          | 78 | 80          | 69          |           |           |  |
|  | 14          | Autocid Ford Burgos      |                     |                     |             | 82          | 78 | 80          | 69          |           |           |  |
|  | 15          | Cerámica Leoni Castellón | 84                  | 68                  | 86          | 72          |    |             |             |           |           |  |
|  | 15          | Cerámica Leoni Castellón | 84                  | 68                  | 86          | 72          |    |             |             |           |           |  |
|  |             |                          |                     |                     |             |             |    |             |             |           |           |  |

## Postemporada
Ascendieron a Liga LEB:
- CB Aracena (Campeones).
- CBC Algeciras Cepsa (Subcampeones).
- Plasencia (al ocupar vacantes).
- Unión Baloncesto La Palma (al ocupar vacantes).

Descendieron de Liga LEB:
- Ulla Oil Rosalía.
- (  CB Ciudad de Huelva también en posiciones de descenso mantuvo la categoría al ocupar vacantes).

Descendieron a Liga EBA:
- El Ejido CB.
- (  Autocid Ford Burgos también en posiciones de descenso, continuó en la liga LEB 2 al ocupar vacantes).

Renunció a la LEB 2:
- Baloncesto Porriño.

Ascendieron desde la Liga EBA:
- Doncel CP La Serena (al ocupar vacantes).
- Caja Rioja (al ocupar vacantes).
- (  FC Barcelona B y  Valentine Montcada renunciaron al ascenso).

Accedió a la LEB 2:
- Baloncesto Pozuelo (al acceder a la plaza que le cedió el  CD Universidad Complutense que renunció a participar en  la liga LEB).

La LEB 2 se reduciría  a 14 equipos en la siguiente temporada.

## Copa LEB 2
La disputaron los tres primeros clasificados al final de la primera vuelta, más el equipo anfitrión en el formato de Final A4. Este año se designó a Plasencia como sede de la Copa LEB 2, ejerciendo como equipo anfitrión el CB Plasencia que había quedado cuarto clasificado, en la primera vuelta.
|  | Semifinales              | Semifinales              | Semifinales |            |              | Final        | Final | Final |  |
|  |                          |                          |             |            |              |              |       |       |  |
|  |                          |                          |             |            |              |              |       |       |  |
|  | CB Plasencia             | CB Plasencia             | 103         |            |              |              |       |       |  |
|  | CB Plasencia             | CB Plasencia             | 103         |            |              |              |       |       |  |
|  | CB Galicia Ferrol        | CB Galicia Ferrol        | 73          |            |              |              |       |       |  |
|  | CB Galicia Ferrol        | CB Galicia Ferrol        | 73          |            | CB Plasencia | CB Plasencia | 71    |       |  |
|  |                          |                          |             |            | CB Plasencia | CB Plasencia | 71    |       |  |
|  |                          |                          | CB Aracena  | CB Aracena | 80           |              |       |       |  |
|  | CB Aracena               | CB Aracena               | CB Aracena  | CB Aracena | 80           | 81           |       |       |  |
|  | CB Aracena               | CB Aracena               |             |            |              | 81           |       |       |  |
|  | Aguas de Valencia-Gandía | Aguas de Valencia-Gandía | 67          |            |              |              |       |       |  |
|  | Aguas de Valencia-Gandía | Aguas de Valencia-Gandía | 67          |            |              |              |       |       |  |
|  |                          |                          |             |            |              |              |       |       |  |

Sede: Plasencia